# Bab'Aziz - Il principe che contemplava la sua anima
Bab'Aziz - Il principe che contemplava la sua anima (Bab'Aziz - Le prince qui contemplait son âme), conosciuto anche come Bab'Aziz, è un film del 2005 diretto da Nacer Khemir. È il terzo film della Trilogia del deserto dopo I figli delle mille e una notte e La collana perduta della colomba diretti dallo stesso regista. Il tema principale del film è il sufismo, il misticismo islamico. È stato presentato fuori concorso al 23° Torino Film Festival.

## Trama
Bab'Aziz, un anziano derviscio cieco, e la sua nipotina Ishtar vagano insieme nel deserto alla ricerca di una grande riunione di dervisci che si tiene solo una volta ogni trent'anni in un luogo sconosciuto. Con la fede come unica guida, nel loro cammino attraverseranno per giorni l'esteso paesaggio arido. Per intrattenere Ishtar, Bab'Aziz racconta l'antica storia di un principe che ha abbandonato il suo regno e le sue ricchezze per rimanere accanto a uno specchio d'acqua nel deserto fissandolo nelle sue profondità, per contemplare la sua anima. I due incontrano poi altri viaggiatori, tra cui Osman, alla ricerca di una bella donna che ha incontrato dopo essere finito in fondo ad un pozzo, e Zaid, che cerca una giovane donna affascinante che è fuggita da lui dopo essere stata sedotta dalle sue canzoni.

## Produzione

### Regia
Il regista Nacer Khemir ha voluto rappresentare nel film una visione diversa dell'Islam, in particolare del sufismo, dichiarando: Vorrei spiegare con questa allegoria: se camminate a fianco di vostro padre e lui cade improvvisamente verso il basso, con la faccia nel fango, cosa fareste? Potreste aiutarlo a rialzarsi e pulire il suo viso con le vostre vesti. Il viso di mio padre sta per l'Islam, ed ho provato a pulirgli il volto con il mio film, mostrando una cultura islamica aperta, tollerante e accogliente, piena di amore e di saggezza... un Islam che è diverso da quello rappresentato dai media all'indomani del 9/11.

### Sceneggiatura
La sceneggiatura è stata scritta dallo stesso regista e dallo sceneggiatore Tonino Guerra, al suo penultimo film. Essa ruota intorno alla dignità, la devozione e la profondità di Bab'Aziz.

### Riprese
Il film è stato girato nel deserto centrale dell'Iran, vicino Annarak, e nel deserto tunisino, a Tataouine. Il regista ha affermato che le scene venivano girate solo una volta, poiché era impossibile ricreare la purezza della sabbia dopo che gli attori avevano lasciato orme su di essa, quindi nel caso una scena risultava insoddisfacente il set dove spostarsi in zone senza impronte. Sempre riguardo al luogo ha dichiarato: Il deserto è un campo letterario e un campo di astrazione, allo stesso tempo. Si tratta di uno dei rari luoghi dove l'infinitamente piccolo, che è un granello di sabbia, e l'infinitamente grande, che sono miliardi di granelli di sabbia, si incontrano. È anche un luogo dove si può avere un vero senso dell'Universo e della sua scala. Il deserto evoca anche la lingua araba, che porta la memoria delle sue origini. In ogni parola araba, vi scorre un po' di sabbia. È anche una delle principali fonti di poesia d'amore araba.
In Iran le altre riprese sono state girate a Kashan, Yazd, Kerman e nell'antica città di Bam, dove è stata girata la scena del raggruppamento dei dervisci. Pochi mesi dopo aver girato la città fu distrutta da un terremoto. In Tunisia, le altre riprese sono state girate a Tunisi, Korba, Sultan Walad e Tataouine.

## Distribuzione

### Data di uscita
Il film è stato distribuito nelle sale di diversi paesi del mondo dal 2005 al 2008. Nel novembre del 2005 è stato presentato fuori concorso al 23° Torino Film Festival.

### Titolo
Riguardo al titolo il regista ha dichiarato: È vero che il Principe si specchia sulle acque, ma non vede il proprio volto, a differenza di Narciso, perché chi vede solo il suo riflesso nell'acqua è incapace di amare. Il principe contempla ciò che è invisibile, che è la sua stessa anima. Siamo tutti simili agli iceberg; solo un decimo di noi è visibile, mentre il resto giace sotto il mare.
L'idea del "Principe" mi è venuta da una bella lastra che è stata dipinta in Iran nel XII secolo. Si presenta con un principe in prossimità dell'acqua, e porta la seguente scritta "Il principe che contemplava la sua anima." Questa immagine mi ha colpito come qualcosa che dovevo costruire su di essa, motivo per cui mi sembrava ovvio che il film doveva essere girato in Iran.

## Accoglienza

### Incassi
Il film ha incassato $ 263,447 in tutto il mondo.

### Critica
Il film ha ricevuto critiche miste da parte della critica. Sull'Internet Movie Database ha una valutazione di 7/10, mentre Rotten Tomatoes riporta che il 56% dei 25 critici hanno dato al film una recensione positiva.

## Riconoscimenti
- 2005 - Fajr International Film Festival
  - Crystal Simorgh
- 2006 - Muscat Film Festival
  - Golden Dagger
- 2007 - Kazan Golden Minbar FF
  - Miglior film